# Sobeslav al II-lea, Duce al Boemiei
Sobeslav al II-lea (n. 1128, Praga, Sfântul Imperiu Roman – d. 29 ianuarie 1180, Praga, Sfântul Imperiu Roman), aparținând Dinastiei Přemyslid, a fost duce de Boemia și landgraf de Moravia.

## Biografie
Fiind cel de-al doilea fiu al ducelui Sobeslav I, el a părăsit inițial Boemia după moartea tatălui său (1140). Apoi a încercat să obțină coroana în absența vărului său, ducele Vladislav al II-lea în timpul celei de-a doua cruciade, dar fratele său, Depold, l-a închis în cetatea Přimda, lângă orașul Zdice, în 1148. În 1150 a reușit să evadeze din prizonierat și viitorul împărat Frederic I Barbarossa i-a oferit adăpost la curtea sa. În 1161 Sobeslav al II-lea a ocupat cetatea Olomouc. Vladislav al II-lea nu l-a putut învinge, dar l-a invitat la Praga unde l-a capturat din nou. A fost închis în Castelul Přimda până în 1173, când a fost eliberat din ordinul împăratului Frederic I Barbarossa.
În același an Vladislav al II-lea a demisionat dând guvernarea fiului său, Frederic (în cehă Bedřich), pe care împăratul l-a îndepărtat deoarece fusese instalat fără a i se cere acordul. Titlul de „duce” i-a revenit fratele lui Soběslav al II-lea, Oldřich, care nefiind sprijinit de nobilimea Boemiei, a trebuit să cedeze cârmuirea lui Soběslav.
Noul duce a fost atras în conflictul dintre împărat și papă, fiind de partea împăratului Barbarossa. În timpul unei dispute cu ducii Henric al II-lea și Leopold al V-lea de Babenberg, a invadat Ducatul de Austria în 1176. Acest pas i-a atras excomunicarea. În același timp, a crescut rezistența nobilimii boeme condusă de margraful Moraviei, Conrad al III-lea Otto, și de ducele Frederic. Intervențiile acestora pe lângă împărat au avut drept consecință detronarea lui Sobeslav în 1178.
Cu sprijin imperial, nobilimea boemă l-a reales pe Frederic (Bedřich) ca duce. Acesta a invadat Moravia și apoi Praga.
Când Frederic se afla în Suabia la chemarea împăratului Barbarossa, Sobeslav a încercat să cucerească cetatea din Praga. După o primă victorie în bătălia de la Loděnice din 23 ianuarie 1179, Sobeslav a fost învins de Frederic fiind nevoit să se fugieze în Polonia. Acolo a murit în 1180.
Soția sa, Elisabeta de Polonia, fiica ducelui polonez Mieszko al III-lea, i-a supraviețuit până în 1209. Cuplul nu a avut urmași.